# Yandex.Map editor
Yandex.Map editor là dịch vụ của Yandex ra mắt vào tháng 2010, với mục đích mở rộng dịch vụ hiện tại của Yandex Maps. Một số quốc gia hiện vẫn chưa có dữ liệu bản đồ, vì vậy, để ứng phó với hiện trạng này, Yandex đã quyết định mở rộng Yandex Maps cho cộng đồng người dùng cùng đóng góp, tại một số khu vực nhất định. Dự án này có điểm tương tự với OpenStreetMap (OSM).
Mục tiêu cuối cùng của dự án là thu được dữ liệu bản đồ có chất lượng cao để xuất bản và sử dụng trong dịch vụ Yandex Maps hiện thời. Một số đóng góp đã xuất hiện trên Yandex Maps, tuy các thay đổi trong Yandex Map Maker thường không ngay lập tức xuất hiện trên Yandex Maps, mà chuyển sang theo từng đợt.

## Tính năng
Người dùng có thể vẽ các đối tượng lên những vùng đã được vẽ biên giới trên bản đồ, và có thể thêm các đối tượng như đường phố, đường xe lửa, sông,... Ngoài ra, người dùng còn có thể chỉ vị trí căn nhà và công ty lên bản đồ. Hình dạng của Yandex.Map editor giống như Yandex Maps, cũng có ba góc nhìn (bản đồ, vệ tinh và kết hợp).
Bằng cách tìm và duyệt, người dùng có thể thêm đối tượng mới hoặc sửa đối tượng đã có trên bản đồ. Cách làm được Yandex khuyến khích là người dùng nên vẽ đối tượng bằng cách dò theo hình ảnh vệ tinh. Tuy nhiên, ở những địa điểm có ảnh vệ tinh không tốt cũng ảnh hưởng đến chất lượng vẽ bản đồ tại khu vực đó.
Để đảm bảo chất lượng, những đóng góp của người dùng mới sẽ được người dùng đã có kinh nghiệm khác duyệt lại. Hệ thống này cũng giúp ngăn ngừa phá hoại và thiếu chính xác. Khi nào người dùng thực hiện được nhiều đóng góp thành công, các sửa đổi của họ sẽ bớt bị giám sát hơn và có thể xuất hiện trên bản đồ ngay lập tức.